# Phạm Thị Hài
Phạm Thị Hài (* 25. Juni 1989 in Hanoi) ist eine vietnamesische Ruderin und Teilnehmerin an den Olympischen Sommerspielen 2012.

## Karriere
Phạm Thị Hài gewann bei den Asienspielen 2010 in Guangzhou mit Đặng Thị Thắm, Nguyễn Thị Hựu und Trần Thị Sâm im Leichtgewichts-Doppelvierer die Silbermedaille hinter der Crew aus China. 2011 startete sie im Doppelvierer bei den Weltmeisterschaften in Bled. Zusammen mit Trần Thị Sâm, Phạm Thị Thảo und Phạm Thị Huệ belegte sie den elften Platz.
Im April 2012 qualifizierte sie sich im Leichtgewichts-Doppelzweier mit Phạm Thị Thảo bei der Qualifikationsregatta in Chungju für die Olympischen Sommerspiele 2012. Damit waren sie die ersten Ruderinnen aus Vietnam, die es schafften sich für die Olympischen Spiele zu qualifizieren. Bei den Olympischen Sommerspielen in London belegten sie den fünften Platz im Vorlauf und mussten in den Hoffnungslauf. Mit einem weiteren fünften Platz im Hoffnungslauf verpassten sie den Sprung ins Halbfinale der Besten 12 Boote und gingen ins C-Finale. Mit dem vierten Platz im C-Finale belegten sie in der Endabrechnung den 16. Platz bei den Wettbewerben auf dem Dorney Lake. Im Jahr 2013 machte sie bei den Weltmeisterschaften in Chungju einen Doppelstart im Leichtgewichts-Doppelzweier und im Leichtgewichts-Doppelvierer. Im Leichtgewichts-Doppelzweier wurde sie mit Trần Thị An 16. und im Leichtgewichts-Doppelvierer gewann sie mit Trần Thị Sâm, Trần Thị An und Phạm Thị Thảo das B-Finale, was am Ende Platz sieben bedeutete. Zum Abschluss der Saison gewann sie bei den Südostasienspiele in Naypyidaw die Silbermedaille im Doppelzweier mit Phạm Thị Thảo hinter dem Boot aus Indonesien. Es gelang ihr eine weitere Silbermedaille im Leichtgewichts-Vierer ohne Steuerfrau zu gewinnen, hinter der Crew aus Myanmar.
Zusammen mit Trinh Thị Nguyen, Trần Thị An und Lê Thị An belegte sie 2014 beim Weltcup in Sydney den vierten Platz im Doppelvierer. Bei den Asienspielen 2014 in Incheon gelang es Phạm Thị Thảo zwei Medaillen zu gewinnen. Zusammen mit Lê Thị An, Phạm Thị Huệ und Phạm Thị Thảo gewann sie die Silbermedaille im Leichtgewichts-Doppelvierer und die Bronzemedaille im Doppelvierer.

## Internationale Erfolge
- 2010: Silbermedaille Asienspiele im Doppelzweier
- 2011: 11. Platz Weltmeisterschaften im Doppelvierer
- 2012: 16. Platz Olympische Sommerspiele im Leichtgewichts-Doppelzweier
- 2013: 7. Platz Weltmeisterschaften im Leichtgewichts-Doppelvierer
- 2013: 16. Platz Weltmeisterschaften im Leichtgewichts-Doppelzweier
- 2013: Silbermedaille Südostasienspiele im Doppelzweier
- 2013: Silbermedaille Südostasienspiele im Leichtgewichts-Vierer ohne Steuerfrau
- 2014: Silbermedaille Asienspiele im Leichtgewichts-Doppelvierer
- 2014: Bronzemedaille Asienspiele im Doppelvierer